# Mituliodon tarantulinus
Mituliodon tarantulinus là một loài nhện trong họ Miturgidae. Chúng được Ludwig Carl Christian Koch miêu tả năm 1873.